# Balzabamba
Balzabamba is een geslacht van hooiwagens uit de familie Cranaidae.
De wetenschappelijke naam Balzabamba is voor het eerst geldig gepubliceerd door Mello-Leitão in 1945. 

## Soorten
Balzabamba is monotypisch en omvat slechts de volgende soort:
- Balzabamba marmorata